# Judith Suminwaová
Judith Suminwaová Tulukaová (* 19. října 1967 Kimpese) je politička z Konžské demokratické republiky, která se stala první ženou v čele vlády této africké země.
Pochází z provincie Kongo Central a je dcerou diplomata. Vystudovala účetnictví na École de promotion et de formation continue a aplikovanou ekonomii na Université Libre de Bruxelles. Ve svém postgraduálním studiu se zaměřila na personální management a problematiku rozvojových zemí. Pracovala v bance a pak se stala expertkou Rozvojového programu OSN. Je vdaná a má dvě děti.
Je členkou vládnoucí strany Unie pro demokracii a sociální pokrok. Od roku 2020 působila v poradní radě prezidenta Konžské demokratické republiky pro strategické otázky. V březnu 2023 ji premiér Jean-Michel Sama Lukonde jmenoval ministryní plánování. Zúčastnila se programu pro africké ekonomické ministry na Harvardově univerzitě. V dubnu 2024 byla prezidentem Félixem Tshisekedim pověřena sestavením vlády. V červnu téhož roku její kabinet získal důvěru konžského parlamentu. Suminwaové vláda má 53 ministrů, z toho 16 žen, devětadvacet členů bylo do vlády jmenováno poprvé. Premiérka představila ambiciózní program investic do hospodářství, vzdělání a infrastruktury, při jeho realizaci se opírá především o technokraty bez větších politických zkušeností. Slíbila také inkluzivnější a udržitelnější společnost, zvýšení bezpečnosti a tvorbu nových pracovních míst, podařilo se jí dosáhnout zlevnění potravin. Její vláda však musí čelit ozbrojenému povstání na východě země i epidemii opičích neštovic.